# Nobuo Uematsu

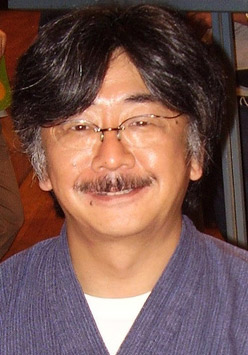
Nobuo Uematsu

Nobuo Uematsu (Japans: 植松 伸夫, Uematsu Nobuo) (Kochi, 21 maart 1959) is een Japans componist van muziek voor videospellen en Japanse animatiefilms. Hij is vooral wereldberoemd geworden door zijn composities voor de reeks Final Fantasy-videospellen van het bedrijf Square Enix.

## Biografie
Uematsu leerde zichzelf op jonge leeftijd de gitaar en piano te bespelen, door zich te verdiepen in bladmuziek. Hij heeft nooit een formele muziekopleiding gevolgd. Zijn muziekcarrière begon toen hij door een medewerker van het toenmalige Squaresoft werd gevraagd muziek te schrijven voor het PC-spel Blasty.
Later werd hij door Hironobu Sakaguchi (de geestelijke vader van de Final Fantasy reeks) gevraagd om in vaste dienst bij Square te komen werken aan diverse projecten. Het spel Final Fantasy voor het Nintendo Entertainment System was bijna zijn laatste muziekopdracht geweest, omdat het toentertijd erg slecht ging met Square (daarom ook Final Fantasy), maar het tegenovergestelde gebeurde.
Dankzij Final Fantasy is hij nu misschien een van de bekendste namen in de videospellenindustrie (sowieso wat betreft componisten voor videospellen).
Inmiddels is Uematsu vertrokken bij Square Enix omdat hij niet mee wilde verhuizen naar de nieuwe locatie van het bedrijf.
In 2004 is hij zijn eigen bedrijf begonnen, genaamd Smile Please (tevens een eigen platenlabel, genaamd Dog Ear Records) en is hij een freelance componist geworden.

## Final Fantasy
Van de Final Fantasy-reeks heeft hij alle muziek gecomponeerd van de delen Final Fantasy I tot met Final Fantasy IX. Final Fantasy X was een samenwerking tussen Uematsu en twee andere ex-componisten van Square Enix, namelijk Masashi Hamauzu en Junya Nakano. Final Fantasy XI was een samenwerking tussen Uematsu, Kumi Tanioka en Naoshi Mizuta (Mizuta heeft verder alle muziek geschreven voor de expansies van Final Fantasy XI).
Voor Final Fantasy XII heeft Uematsu alleen de titelsong geschreven, getiteld Kiss Me Goodbye (gezongen door Angela Aki). 
Op de E3 2009 werd bekendgemaakt dat Uematsu voor het eerst sinds deel IX de volledige soundtrack zou gaan componeren voor het online spel Final Fantasy XIV.
Ook was het de bedoeling dat hij voor Final Fantasy XIII de hoofdmelodie ging componeren, maar door zijn verplichtingen voor deel XIV is dit niet doorgegaan. De muziek van Final Fantasy XIII is grotendeels exclusief gecomponeerd door Masashi Haumauzu.
Inmiddels blijven Uematsu en Final Fantasy onvoorwaardelijk verbonden met elkaar, ondanks dat er tegenwoordig allerlei componisten muziek schrijven voor deze serie. Dit is vooral vanwege de diverse Final Fantasy concertreeksen die worden uitgevoerd over de gehele wereld. Op deze concerten worden grotendeels alleen de muziekstukken van Uematsu live uitgevoerd door een orkest (latere concerten bevatten ook muziek van FFXIII). De officiële concertreeks Final Fantasy: Distant Worlds is daar de bekendste van. Uematsu is vaak aanwezig bij deze concerten en speelt ook af en toe mee met diverse stukken (vaak zijn dit de rockarrangementen; zoals Dancing Mad, het eindgevechtlied van FFVI).

## Bekende muziekcomposities
Zijn meest bekende/populaire muziekcomposities voor de Final Fantasy-serie zijn:
- Prelude of Crystal theme (Final Fantasy I)

Misschien een van de meest herkenbare melodieën, omdat een groot aantal van de Final Fantasy-spellen met dit stuk begint.
- Chocobo theme (Final Fantasy II)

De themamuziek voor de gele vogels die voor het eerst verschenen in Final Fantasy II.
Zo goed als alle Final Fantasy-spellen bevatten dit thema, vaak bewerkt in diverse muziekstijlen.
- Main theme (Final Fantasy I)

Een zeer klassiek klinkend stuk, wat vaak wordt gebruikt in de Final Fantasy-spellen als slotlied wanneer een van de spellen is uitgespeeld.
- Battle with Gilgamesh of Clash on the Big Bridge (Final Fantasy V)

Van de vele vechtthema's is dit een van de populairste, het nummer verscheen onder andere ook in het spel Final Fantasy XII in een bewerkte vorm (door Hitoshi Sakimoto).
- Tina's theme of Terra's theme (Final Fantasy VI)

De hoofdmelodie van het spel Final Fantasy VI. Verschijnt onder andere ook in een bewerkte versie in het spel Dissidia Final Fantasy voor de PSP.
- One-Winged Angel (Final Fantasy VII)

Uematsu beschouwt dit als zijn meest geslaagde compositie en dat geldt ook voor de meeste fans.
Het stuk is geïnspireerd door het stuk Carmina Burana en wordt vaak live uitgevoerd tijdens (orkest)concerten (ook vaak in een rock uitvoering).
De CGI-film Final Fantasy VII: Advent Children bevat een alternatieve versie (ook in een rock arrangement) van One-Winged Angel, met een andere songtekst.
- Liberi Fatali (Final Fantasy VIII)

Het eerste muziekstuk in de Final Fantasy-reeks die in-game werd uitgevoerd door een orkest
(tevens met koor, zingend in het latijn, net als het stuk One-Winged Angel).
- You're Not Alone (Final Fantasy IX)

Werd onder andere uitgevoerd op diverse Final Fantasy-concerten en is ook een fanfavoriet.
- To Zanarkand (Final Fantasy X)

## Soundtracks voor videospellen
Dit is een lijst van spellen waarvoor Nobuo Uematsu muziek heeft gecomponeerd. Dit is geen lijst van soundtracks die uitgegeven zijn op cd.
- Genesis (1985)
- Cruise Chaser Blassty (1986)
- Alpha (1986)
- Suisho no Dragon (1986)
- King's Knight special (1986)
- King's Knight (1986)
- Aliens (1987)
- Tobidase Daisakusen (1987)
- 3D World Runner (1987)
- Jumpin' Jack (1987)
- Apple Town Monogatari (1987)
- Cleopatra no Mahou (1987)
- Freeway Star (1987)
- Square's Tom Sawyer (1987)
- Rad Racer (1987)
- Final Fantasy (1987)
- Nakayama Miho no Tokitoki High School
- Hanjuku Eiyuu (of Hanjuku Hero)
- Final Fantasy II (1988)
- Makaitoushi SaGa (of Final Fantasy Legend) (1989)
- Final Fantasy III (1990)
- Final Fantasy IV (1991)
- Final Fantasy V (1992)
- Final Fantasy VI (1994)
- Chrono Trigger (1995) (10 tracks)
- DynamiTracer (1995)
- Front Mission: Gun Hazard (1996)
- Final Fantasy VII (1997)
- Final Fantasy VIII (1999)
- Final Fantasy IX (2000)
- Final Fantasy X (2001)
- Hanjuku Eiyuu Tai 3D (2002) (of Hanjuku Hero VS3D)
- Final Fantasy XI (2002)
- Hanjuku Eiyuu 4 (2005) (of Hanjuku Hero 4 ~ The 7 Heroes)
- Final Fantasy XII (2006) (1 track)
- Blue Dragon (2006)
- Lost Odyssey (2007)
- Anata o Yurusanai (2007)
- Super Smash Bros. Brawl (2008)
- Lord of Vermilion (2008)
- Cry On (afgelast)
- Guin Saga (anime) (2009)
- Final Fantasy XIV (2010)
- Lord of Arcana (2010)
- The Last Story (2011)
- Fantasy Life (NNB)

## Andere werken
- Final Fantasy: Pray (1994)
- Phantasmagoria (soloalbum)
- Final Fantasy: Love Will Grow (1995)
- 20020220 music from FINAL FANTASY (2002)
- Over the Fantasy
- The Black Mages (2003)
- The Black Mages II - The Skies Above (2004)
- Final Fantasy VII: Advent Children (2005)
- 10 Stories (soloalbum, 2010)
- Reiki Japan (soloalbum, 2013)